# Лізбет
«Лізбет» (англ. Lysbeth: A Tale of the Dutch; букв. «Лізбет: повість про голландців») — історико-пригодницький роман Генрі Райдера Гаґґарда 1901 року. Спочатку для роману планувалась назва «Таємниця меча „Мовчання“» (англ. The Secret of Sword Silence).
Дія роману відбувається в Нідерландах в часи Вільгельма Мовчазного.

## Сюжет
Роман розповідає про фатальне переплетення доль Лізбет ван Гаут, дочки багатого нідерландського бюргера, і дона Жуана де Монтальво, знатного та безчесного іспанця. Події розгортаються в середині і другій половині XVI століття в Нідерландах, на тлі безперервних релігійних воєн і жорстоких гонінь інквізиції на прихильників нової віри.

## Головні дійові особи
Лізбет ван Гаут — у першій частині — молода, приваблива дівчина двадцяти трьох років, із багатої, шанованої родини. Її батько нещодавно помер і залишив їй значні статки. Вірна католичка, проте засуджує звірства інквізиції. Мешкає в Лейдені. У другій частині — зріла жінка, яка зберегла частину своєї краси. Дружина Дірка ван Гоорля, сповідує нову віру.
Дірк ван Гоорль — далекий родич Лізбет. Молодий чоловік двадцяти чотирьох років. Дбайливий, розважливий, але не має значних статків. Прихильник нової віри. Таємно закоханий у Лізбету. У другій частині статечний, шанований бюргер, що зібрав солідні статки. Власник мідно-ливарної справи.
Дон Жуан де Монтальво — іспанський офіцер років 30-ти та привабливої зовнішності, що походить із знатного роду. За вдачею — гравець і артист, вплутується в ризиковані авантюри, прагне заволодіти великим багатством, зокрема спадком Лізбет. У другій частині колишній каторжник Раміро, що наживається на багатствах переслідуваних нідерландських єретиків. Повертається до Лейдена як комендант міської в'язниці.

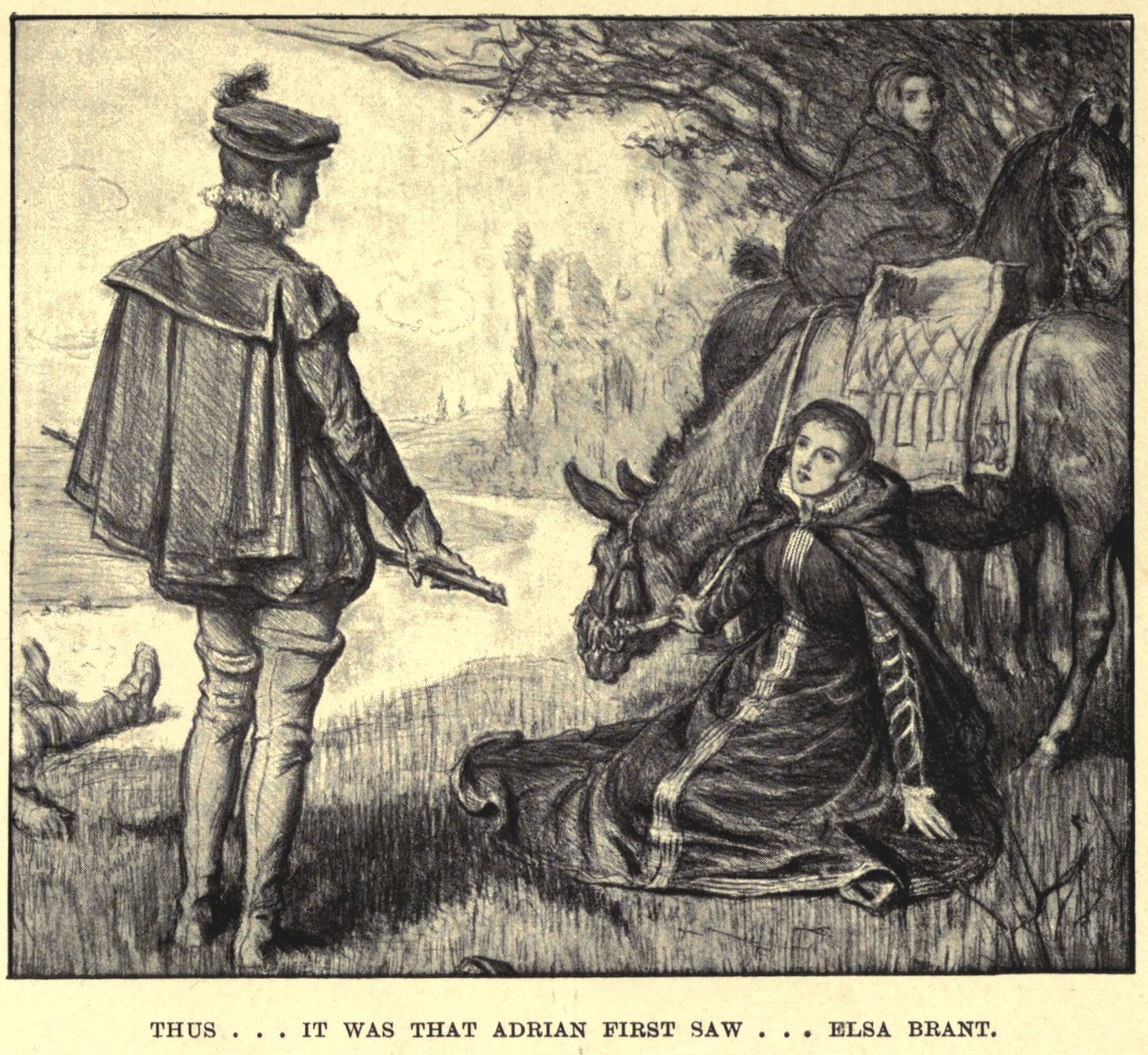
Адріан та Ельза. Ілюстрація Дж. П. Джейкомба Гуда (1901)

Марта на прізвисько Кобила — в минулому гарна та заможна мешканка Брюсселя. Нині оголошена поза законом, її розшукує інквізиція. Сповідує вчення Лютера. Її чоловіка та сина спалили на багатті іспанці, а обличчя понівечили кати. Сенсом та метою її життя є помста.
Чорна Мег — шпигунка інквізиції. Мешкає в Лейдені. За її доносами катують і страчують єретиків.
Симон М'ясник — співмешканець Чорної Мег. Співучасник її злочинів.
Гендрик Брант — мешканець Гааги, золотих справ майстер. Ровесник Дірка та його одновірець. У другій частині, найбагатша людина в Нідерландах, переслідуваний через накопичені ним скарби інквізицією і Раміро.
Адріан ван Гоорль — син Лізбет та Жуана де Монтальво. Його виховував вітчим Дірк. На вигляд і за нахилами — іспанець. Чутливий, егоїстичний, вразливий, запальний та самолюбний юнак.
Фой ван Гоорль — син Лізбет та Дірка. Спокійний, веселий, працьовитий, чесний та добрий юнак. Поділяє переконання свого батька та продовжує справу Дірка.
Мартін — рудобородий велетень. Вірний слуга Дірка. Любить Фоя, насторожено ставиться до Адріана.
Ельза Брант — єдина дочка Гендріка Бранта. Гарна дівчина. Спадкоємиця незліченних скарбів. Стає «яблуком розбрату» між братами ван Гоорлями.

## Критика
Роман, як і інші твори Гаґґарда («Дочка Монтесуми», «Прекрасна Маргарет») містить украй негативне зображення іспанців та їхньої культури, що відзначали вже перші рецензенти роману, звеличення протестантської релігії та етики на противагу католицтву. Американський романіст Дж. Е. Міченер писав:

Часто мені хотілося б, щоб хлопчиком я не прочитав «Лізбет: повість про голландців» (1901) Райдера Гаґґарда, оскільки вона заселила в мою свідомість настільки зловісні уявлення про Іспанію в добу Філіпа та герцога Алви, який представляв його в Нідерландах, що минуло п'ятнадцять років, поки я зміг опиратися її впливу. Жодна книга не мала такого поганого і такого довготривалого впливу на мене.
Оригінальний текст (англ.)
But I have often wished that I had not as a boy read Rider Haggard’s Lysbeth, A Tale of the Dutch (1901), because it imprinted on my mind so evil a picture of Spain in the age of Felipe and the Duque de Alva, who represented him in The Netherlands that it was fifteen years before I was able to counteract it. No other book had so baleful an influence on me, nor one so permanent…
— Michener J.A. (1981), Iberia, Fawcett Crest, ISBN 9780449238042